# Atavisme

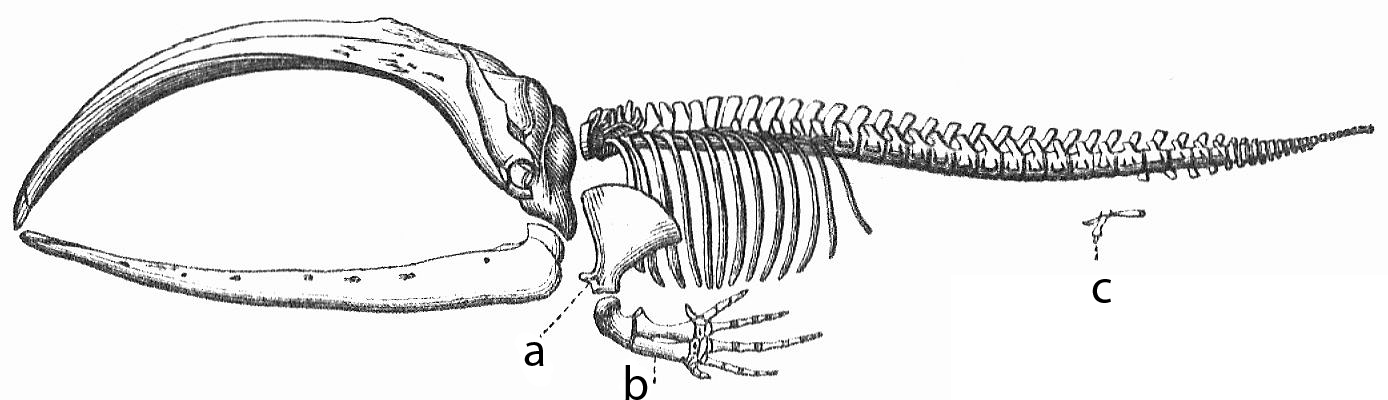
Figure 1. Squelette de baleine mysticète, avec ceinture pelvienne vestigiale.

Un atavisme, du latin atavi (« ancêtres ; quadrisaïeuls, aïeux éloignés »), en biologie évolutive du développement réfère à la réapparition d'un caractère ancestral chez un individu qui normalement ne devrait pas le posséder. Ce trait peut soit avoir été perdu, soit avoir été transformé au cours de l'évolution. Dans les deux cas, la caractéristique n'est présente ni chez les parents, ni chez un ancêtre proche — contrairement à la structure vestigiale. De plus, pour être considérée comme atavique, la caractéristique doit persister au cours de la vie adulte, être présente seulement chez un seul ou très peu d'individus à l'intérieur d'une population et ressembler de très près à la caractéristique que tous les membres de la population ancestrale possédaient.
Ce phénomène est intéressant par sa démonstration du fait qu'un gène peut rester en dormance pendant une très longue période, voire des millions d'années, à l'intérieur du bagage génétique d'innombrables générations. Des caractères plésiomorphes inexprimés sur les gènes peuvent être réactivés sans préavis, créant ainsi plusieurs possibilités de remodelage adaptatif.
Bien qu'ayant trait à la génétique, un atavisme est souvent constaté au point de vue morphologique, car l'interprétation de ce genre de phénomène découvert se fait à l'aide des fossiles des états ancestraux qui démontrent que le caractère a changé au cours de l'évolution avant de soudainement réapparaitre. Ces manifestations physiques offrent une meilleure compréhension des concepts d'un gène présent et exprimé, d'un gène présent et non exprimé, et d'un gène disparu.

Les traits ataviques peuvent se manifester spontanément ou être induits au laboratoire (expériences chez la drosophile,, développement de dents chez un embryon de poulet mutant).

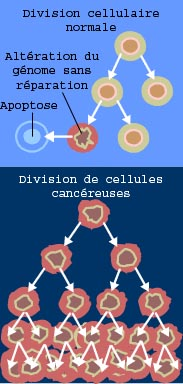
La théorie atavique du cancer stipule que cette maladie est apparue il y a environ un milliard d’années, lors de l'émergence des organismes multicellulaires, et qu'elle réapparaît par réversion atavique d'un phénotype multicellulaire à un phénotype unicellulaire caractérisé par une prolifération cellulaire incontrôlée,.

## Exemples d'atavismes dans la nature

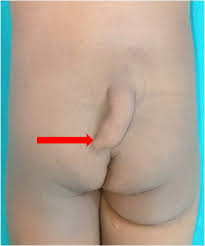
Présence d'un appendice caudal dans l'espèce humaine : la « vraie queue » est une structure atavique tandis que la « pseudo-queue » est une malformation congénitale (protrusion de la région lombo-sacrée).

Dans la nature, il existe de nombreux exemples d'apparition de pattes chez des vertébrés les ayant perdues durant l'évolution de leur espèce. Par exemple, des cas de baleines et de serpents avec des pattes arrière ont été recensés. Le terme « atavisme spontané » est souvent utilisé, mais n'est pas tout à fait juste dans la mesure où un caractère atavique n’apparaîtra pas chez un organisme ne pouvant pas le recevoir. Bien qu'il soit étonnant de voir une baleine avec des pattes arrière, le squelette de cet animal présente une ceinture pelvienne très réduite, sous-développée et non connectée à la colonne vertébrale, mais tout de même vestigiale d'une époque où ses ancêtres avaient un bassin complet attaché à des membres postérieurs, comme il est visible sur la figure 1. Certaines baleines à fanons ont aussi un fémur vestigial, et c'est chez les espèces ayant ces parties osseuses vestigiales les plus développées que l'on retrouve le plus de cas de pattes arrière au stade adulte. Ces membres vont de peu développés à très bien formés, constitués d'un fémur, tibia, fibula, parfois aussi de quelques os tarsiens, métatarsiens et phalanges.
Chez l'humain, l'apparition d'un appendice caudal, bien qu'extrêmement rare, est un exemple d'atavisme pouvant subvenir lors du développement et reflète notre héritage commun avec d'autres mammifères. 

## Expérimentations scientifiques

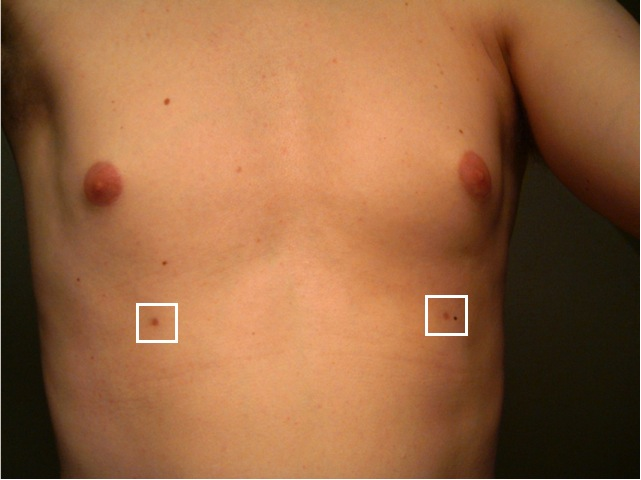
Selon la théorie de l'atavisme, des mamelons surnuméraires représentent une relique phylogénétique des mammifères et de leurs bourgeons mammaires qui se développent par paires le long des deux lignes lactéales.

Étant une variation d'un gène héréditaire, les atavismes sont transmissibles à la génération suivante. L'expérience de William Ernest Castle en 1906 en fait une démonstration. Les premiers tétrapodes avaient sept doigts et huit orteils, et par la suite un modèle de cinq doigts et cinq orteils a été conservé (numérotés de I à V). Les cochons d'Inde modernes ont quatre doigts sur les pattes antérieures et trois sur celles postérieures. Le pouce ou le gros orteil (numérotés I) des quatre membres et le petit orteil (V) des membres postérieurs ont disparu. Castle a trouvé un cochon d'Inde possédant un petit orteil sur sa patte arrière gauche. Très imparfaite, cette excroissance ne possédait ni muscles ni tendons, mais s'est révélée être un orteil en soi et non une division de l'orteil IV. Castle fit s'accoupler entre eux les descendants de ce premier cochon d'Inde en choisissant ceux qui avaient le petit orteil le mieux développé. À la cinquième génération, il obtint un cochon d'Inde avec un petit orteil parfaitement développé et fonctionnel possédant os, muscles, nerfs, vaisseaux sanguins et ongles. À chaque génération avait lieu une variation hétérochronique, le temps de développement de l'os métatarsien étant prolongé par rapport à la génération précédente. Cette étude amena Castle à la conclusion que l'orteil surnuméraire n'est pas transmis d'une génération à une autre comme un simple caractère récessif, mais plutôt que chaque gamète possède le gène de développement du petit orteil et le transmet sous une forme inexprimée à ses descendants.
Les expérimentations beaucoup plus récentes d'induction d'atavismes ont été, en majorité, réalisées par manipulations au niveau embryonnaire. Selon la cladistique actuelle, le clade le plus près des dinosaures serait celui des oiseaux. Depuis plusieurs années, de nombreux scientifiques ont fait des expériences sur des espèces d'oiseaux, principalement des poulets, afin de réactiver des caractères ancestraux attribués aux dinosaures, tels que des dents, une queue ou même des écailles reptiliennes. Le biologiste évolutionnaire Arhat Abzhanov est un de ces scientifiques. Au début des années 2000, il s'est d'abord intéressé au gène provoquant la formation d'un bec d'oiseau et ensuite aux différentes signalisations moléculaires nécessaires à la création de chaque type de forme de bec. Les dinosaures étant éteints, il utilisa un représentant d'un autre taxon relativement près des dinosaures, soit celui des crocodiliens. En comparant la formation du museau d'un alligator et celle du bec d'un poulet au niveau embryonnaire, Abzhanov découvrit que les protéines sonic hedgehog (SHH), Bmp4 (responsable de la morphogenèse osseuse) et le facteur de croissance des fibroblastes 8 (FGF-8) avaient un rôle chez les deux embryons juste avant l'apparition du museau ou du bec. Le patron d'expression des gènes du bec est plus complexe chez l'oiseau, car il s'agit d'un caractère dérivé par rapport au type plésiomorphe qu'est le museau reptilien. Très simplement résumé, Abzhanov a inactivé les points d'expression en trop chez l'embryon de poulet pour ne laisser que ceux qui sont homologues dans la formation du museau de l'alligator. L'expérience fut fructueuse, l'embryon de poulet développa une structure osseuse très similaire à celle de l'alligator. Par contre, les œufs n'ont pas pu être étudiés une fois éclos, car les règlements éthiques entourant les expérimentations scientifiques ne le permettent pas.

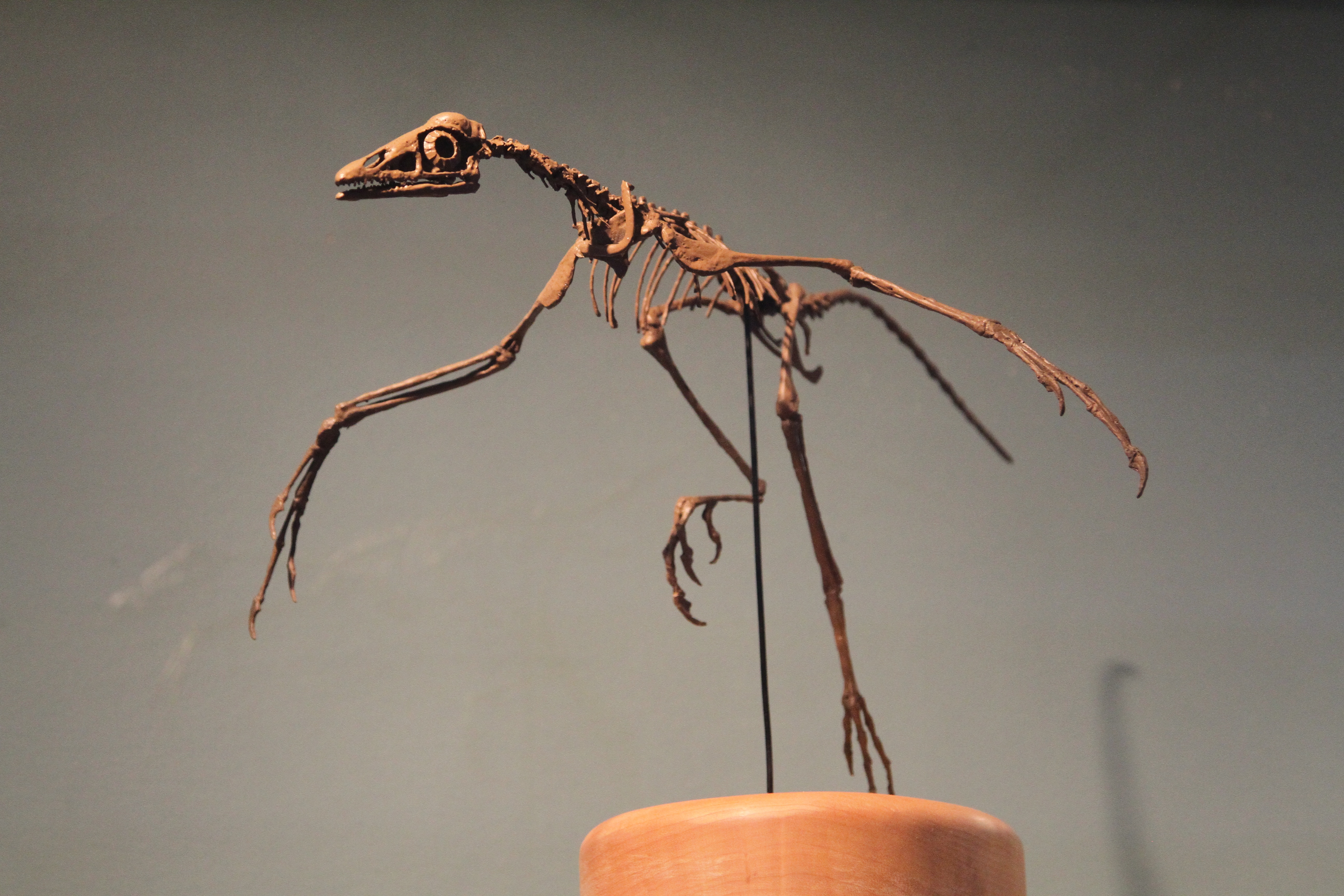
Figure 2. Archaeopteryx proches cousins des oiseaux possédant des dents

Si l'atavisme est la réactivation d'un gène habituellement inexprimé, l'expérience de Abzhanov consiste en fait à empêcher l'expression d'un gène dont le phénotype est dérivé de l'état ancestral. C'est le retour à une caractéristique ancestrale par le renversement de l'évolution, à l'opposé de la loi de Dollo, et non par la réactivation d'un gène latent. En 2002, le département d'anatomie de l'Université du Wisconsin est allé bien plus loin. « Modern birds do not have teeth. » écrivent-ils au début d'un de leurs articles. Les oiseaux modernes n'ont pas de dents, mais ce n'est pas le cas de leurs proches cousins dinosauriens, comme le montre la figure 2. De la même façon qu'Abzhanov, le chercheur Matthew P. Harris et ses collègues se sont penchés sur le développement embryonnaire d'un alligator et d'un poulet. En manipulant essentiellement les mêmes molécules, SHH, FGF 8 et Bmp 4, ils comprirent à quel niveau la signalisation cellulaire induisait la formation de dents chez l'alligator et comment elle était manquante chez le poulet. En activant une protéine appelée β-caténine, l'épithélium oral de l'embryon de poulet montrait à un certain stade de développement des excroissances similaires à la première génération de dents chez l'embryon d'alligator. Ce genre de manipulations volontaires au niveau embryonnaire provoque l'apparition d'atavismes qui ne sont pas basés sur des changements génétiques et hérités. Les expériences font état de la plasticité du développement chez un embryon.
Concernant les dinosaures, le paléontologue John R. Horner fait sans doute partie des chercheurs les plus influents. Plusieurs théories, autant sur le mode de vie que sur l'anatomie de ces reptiles éteints, lui sont attribuées. Il a longtemps travaillé à trouver des preuves que les oiseaux sont des descendants directs des dinosaures. Hans Larsson, paléontologue et chercheur à l'Université McGill (Montréal) s'est aussi intéressé à l'embryogenèse des oiseaux du point de vue de Horner, c'est-à-dire en se questionnant sur la manière dont les oiseaux ont perdu certaines caractéristiques des dinosaures. Dans un récent article paru dans le magazine EvoDevo, Larsson, Horner et plusieurs autres chercheurs expliquent comment, à partir des dinosaures possédant une longue queue reptilienne, les oiseaux ont acquis une queue très réduite par la fusion de plusieurs vertèbres caudales. Les changements ont lieu dans le patron de signalisation moléculaire et, pour les comprendre, ils ont étudié différentes modifications provoquées sur une souris et ayant comme résultat la fusion des vertèbres caudales. Comprendre les mécanismes de signalisation qui engendrent ou inhibent la formation de différents caractères morphologiques sur les oiseaux permettrait, comme l'explique Horner lors d'une conférence présentée par la fondation TED en mars 2011, une meilleure compréhension de la biologie évolutive du développement, et, aussi, de provoquer l'apparition d'atavismes rappelant des caractéristiques présentes chez les dinosaures, mais perdues chez les oiseaux modernes. Bref, il voudrait créer un « chickenosaurus »,.

## Atavisme chez les insectes
La vitesse d’évolution des organes sexuels cause des problèmes au niveau de l’identification de caractère atavique vu qu’elle est très rapide et rend difficile l’identification d’un caractère ancestral. C’est un problème de taille surtout lorsqu’on essaye de comprendre l’atavisme sexuel chez les Dermaptères. Les femelles de cet ordre, comme beaucoup d’insectes, possèdent des organes réservoir de sperme appelés spermathèques qui leur permettent de choisir le moment où elles vont fertiliser leurs œufs. Cependant, la forme de cet organe varie énormément au cours de l’évolution, ce qui rend encore plus difficile la classification de ces insectes. Les mâles ont un système reproducteur plus classique mais avec un nombre de conduits éjaculateurs et des virgae (partie distale sclérifiée du conduit éjaculateur) qui varient en nombre. Ainsi, lorsqu’on observe toutes ces morphologies différentes d’organes sexuels qui peuvent exister chez les individus d’une même espèce, on peut se demander quel est le caractère ancestral et est-ce que la présence de ce caractère dans la population est une preuve d’atavisme chez les Dermaptères ?
Chez les Dermaptères, l’exposition aux rayons gamma permet d’obtenir des informations capables de nous donner une idée de la trajectoire évolutive des spermathèques. Ainsi, des Proreus simulans et des Euborellia plebeja, espèces de Dermaptères considérées comme basales (les plus simples des perce-oreilles), ont été capturées au Japon en 2004 et ont été soumises à un traitement aux rayons gamma pour essayer d’obtenir des mutations des spermathèques et des conduits éjaculateurs. Les nymphes ont été placées dans des sacs plastiques avec du papier essuie-tout et sont ensuite exposées à des rayons gamma allant de 10 000 à 25 000 roentgen/h. De plus, pour essayer de maintenir un environnement dans lequel elles sont à l’aise et avoir le moins de facteurs externes qui peuvent fausser les résultats, les chercheurs ont tenté de reproduire les conditions de leur environnement naturel. Bien évidemment, certains insectes n’ont pas été irradiés pour servir de base pour la comparaison avec les autres, c'est le groupe qu'on considère comme contrôle. 
Ainsi, les chercheurs ont observé les parties génitales des deux sexes au microscope photonique et ont remarqué que les insectes de contrôle femelles avaient une spermathèque normale, c’est-à-dire qu’elle ne possède pas de ramification, elle est mince et possède un conduit avec une capsule sclérifiée (durci) chez P. simulans (Chelisochidae) tandis que E. plebeja (Anisolabididae) n’a tout simplement pas de capsule. Chez les perce-oreilles P. simulans irradiés, les spermathèques avaient un à trois embranchements. De plus, certains possédaient une capsule sclérifiée, mais qui n’était connectée à aucun conduit, tandis qu’E. plebeja irradiés avait des spermathèques avec jusqu’à sept embranchements. D’ailleurs, certaines femelles ont développé deux spermathèques asymétriques, ce qui est anormale. Les mâles de contrôle P. simulans ont un seul virgae tandis ceux E. plebeja en possèdent deux. Cependant, lorsque les premiers sont exposés aux rayons gamma, certains auront deux virgae, mais un d’entre eux sera plus long que l’autre. Chez la deuxième espèce, il n’y a pas eu de différence observée.
L’exposition aux rayons gamma cause des malformations développementales chez les nymphes qui peuvent être héréditaires et qui vont donc causer toutes ces formes de systèmes reproducteurs. Ainsi, les spermathèques malformées de ces Dermaptères sont relativement difficiles à expliquer avec certitude, mais celles-ci ont sûrement une base génétique dans ce cas-ci. En effet, ces mutations induites respectent toutes les conditions pour être considérées comme ataviques à l’exception de la présence ou non de ce caractère chez les ancêtres. Ainsi, malgré plusieurs informations manquantes, on peut enlever les deux espèces étudiées des espèces considérées basales, même si celles-ci ne sont pas les plus évoluées. Donc, l’ancêtre des dermaptères reste encore à identifier mais il est difficile d’assumer qu’il est présent dans une population actuelle de perce-oreille. Cependant, l’hypothèse est que cet ancêtre avait de multiples ouvertures de spermathèques jumelées latéralement. Si cela est vrai, on peut dire que les femelles qui ont développs deux spermathèques sont ataviques vu qu’elles reprennent, tant bien que mal, un caractère ancestral. De plus, vu que les rayons gamma vont modifier l’expression d’un gène plutôt que de créer un nouveau gène et une nouvelle forme, on peut dire que les spermathèques avec des ramifications sont des caractères plésiomorphes. En effet, vu la persistance de cette mutation, il est possible de dire qu’elle est déjà présente dans le génome. Donc, le nombre d’embranchements qui augmente chez les femelles irradiées est une autre preuve d’atavisme. D’ailleurs, chez les mâles, l’ancêtre avait sûrement deux virgae et donc les P. simulans irradiés qui ont développé deux virgae sont un autre cas d'atavisme. Ainsi, la perte d’un virgae est due à l’évolution.

## Processus d'atavisme VS latotipotencepour expliquer l’androgenèse chez lesangiospermes
Les processus d’ontogénie pour les organismes multicellulaires sont encore très recherchés ce qui pousse à analyser le développement des plantes à partir d’une graine. Ainsi, on va s’intéresser à un processus de base pour le développement, l’androgenèse, aussi appelée embryogenèse du pollen. Ce phénomène sous-entend que les graines de pollen vont se diviser de façon quasi immortelle, c’est-à-dire presque infiniment lorsqu’elles sont dans des conditions de cultivation adéquates pour atteindre le stade de plantes adultes. Les gènes et les molécules derrière ce processus sont bien connus, cependant, l’origine du processus reste très peu étudiée. Ainsi, on peut se demander quelle est l’explication biologique derrière l’androgenèse et pourquoi seules certaines microspores sont capables de répondre favorablement à ce processus ?
Certains chercheurs ont proposé une hypothèse selon laquelle l’androgenèse n’est qu’un exemple de totipotence, car elle permet la création d’une plante adulte à partir d’une cellule. Cependant, les graines de pollen sont des cellules très spécialisées et ne peuvent donc pas faire partie des cellules totipotentes même si certaines cellules somatiques des plantes sont totipotentes. D’ailleurs, ce qui complique encore plus ce phénomène d’androgenèse, c’est le fait que chez certaines plantes ce processus se produit assez souvent malgré la complexité du grain de pollen. De plus, dans certains cas, il est plus facile de modifier les grains de pollen que les tissus somatiques de la plante, ce qui est encore une fois contre l’hypothèse selon laquelle l’androgenèse est une forme de totipotence. Donc, l’androgenèse est sûrement due à un processus biologique différent de l’embryogenèse somatique qui elle dépend de la totipotence
D’ailleurs, chez les Solanacées, il est très facile d’induire l’androgenèse. Pour certains, il suffit d’ajouter des minéraux et du sucrose dans la culture, tandis que chez d’autres, il n’est pas nécessaire d’ajouter un quelconque produit et encore moins des hormones. Ainsi, même si les hormones ne sont pas nécessaires pour induire une androgenèse, le stress, le traitement de la graine avant la culture, la température, les produits chimiques ou la nutrition peuvent tous jouer un rôle pour induire ce phénomène.
Maintenant qu’on peut écarter la possibilité que la totipotence explique l’androgenèse, ce qui peut le mieux expliquer ce phénomène c’est l’atavisme. En effet, les caractères ataviques peuvent apparaître sous certaines conditions comme le stress, le manque de nutriment ou des chocs thermiques. D’ailleurs, ces facteurs sont aussi responsables de l’androgenèse. Pour vérifier l’atavisme chez les angiospermes, il faut remonter à leur ancêtre qui est vraisemblablement une ptéridophyte avec une forme semblable à un arbre qui produisait des spores pour la reproduction. Leurs spores sont semblables à ceux des angiospermes, cependant les gamètes mâles étaient multi-flagellées. Ainsi, avec la simplification de la reproduction chez les angiospermes, il y a une réduction du nombre de cellules dans les gamètes mâles qui passent d’un état multicellulaire à un simple grain de pollen. Donc, on peut penser que le pollen androgène est simplement le résultat de l’expression d’un gène archaïque irrité de l’ancêtre des angiospermes qui s'exprime seulement lorsque les conditions sont optimales pour sa réapparition. 

## Exemple d'atavisme dans le règne végétal
Les feuilles du mûrier blanc ont normalement des bords dentelés, mais dans certains cas ils peuvent être lobés. Ces feuilles lobées sont caractéristiques des feuilles de figuier qui sont phylogénétiquement reliées au mûrier blanc. Donc, on peut considérer ce changement comme atavique, car il est sûrement dû à un gène qui provient d’un ancêtre commun entre les deux espèces.

## Autres significations
Le terme était fréquemment employé dans un sens psychologique pour désigner, de manière plus ou moins fondée, et souvent en mauvaise part, une prédisposition innée à certains comportements, notamment rebelles : certains criminologues du XIXe siècle (particulièrement Cesare Lombroso) s'attachaient ainsi à démontrer l'existence d'un atavisme criminel chez certaines personnes ou catégories de personnes.
On parle aussi en matière sociale d'atavisme pour qualifier certaines résurgences de choses dont on croyait être débarrassé, tel que la réapparition de mouvements d'inspiration nazie en Allemagne, ou encore le choix de modes de vie différents et d'un niveau technologique ou culturel considéré comme en retard, voire arriéré ou primitif, tel que les gens choisissant de vivre dans des cabanes sur des terrains non constructibles, la réapparition de cultes de religions disparues, notamment païennes (néopaganisme), ou encore le mode de vie et la violence de certains humains en situation de survie.